# كلاريسا ديكسون
كلاريسا ديكسون (بالإنجليزية: Clarissa Dixon)‏ هي كاتِبة أمريكية، ولدت في 1851، وتوفيت في 1916 في مينلو بارك في الولايات المتحدة.